# أسل لونغي
أسل لونغي (الاسم العلمي: Juncus longii) نوع نباتي يتبع جنس الأسل وينتمي إلى الفصيلة الأسلية.